# 蔡文治
蔡文治（1911年—1994年1月9日），湖北省黃岡縣（今武漢市新洲區倉埠街）人。黃埔軍校九期、陸軍大學十三期畢業。國民革命軍中將。

## 生平
微時在唐生智部師長夏斗寅麾下任文書，因精明靈活取得夏斗寅寵信，遂奉派陪夏公子讀書遠赴東瀛。他們入日本士官學校不久，九一八事變突然爆發，所有留日學生均被遣返回國。那時政府為優待歸國留日生，特准不經考試便可入讀剛開學不久的黃埔軍校九期。於是，文書出身的蔡文治幸運的進入正規軍校1934年5月軍校畢業後，任國民革命軍第十三師連長、少校參謀。後偽造雲南講武堂證書混入中國最高軍事學府——陸軍大學正期班十三期。
中国抗日战争爆發後，任軍事委員會軍令部第一廳上校科長、少將科長。1938年夏任軍令部第一廳第二處（作戰計畫處）處長，參與全國各戰區作戰計畫的制定與軍隊編配調遣。1942年初任中國駐美軍事代表團成員、代理團長。1943年以隨員身分跟蔣中正出席開羅會議，會後經特許赴美國參謀大學第廿三期研習作戰學。1944年春參與中英美法四國聯合參謀部在華盛頓召開的軍事會議，制定盟軍亞洲作戰計畫。同年秋任陸軍總司令部第三處(作戰)處長，不久升任陸總中將副參謀長。
1945年8月隨何應欽赴南京主持日本受降事宜。1946年任北平軍事調處執行部委員、參謀長。在袁世凱的侄孫袁家鼐和段祺瑞的三小姐段式巽的女兒袁迪新的介绍下，与吴佩琪结为伉俪。1948年陸總徐州前線指揮部參謀長，國防部第四廳（主管美援裝備的洽談與分配）廳長，國民政府參軍處中將參軍，翌年調任第三廳（作戰）廳長。

## 流亡海外、為美國工作
中国人民解放军渡江後，在參謀總部作戰會議上與湯恩伯大吵，會後棄第三廳廳長一職南下組建游擊隊，未料此計畫剛獲得美方批准，解放軍已席捲華南，1950年蔡文治流亡香港。
1951年至1953年，负责中情局，以日本冲绳为基地的自由中国抵抗运动。後至美國。蔡文治至美國後，受聘擔任美國國防部顧問，負責研究國防軍備，直至1978年退職，並加入美國國籍。

## 政治立場轉變
1980年政治立場180度轉變，同年9月應葉劍英邀請携夫人吴佩琪回大陸訪問，參與籌建全國黃埔軍校同學會，任理事（會長徐向前，顧問聶榮臻、許德珩）。還聯絡少數海外黃埔同學及家屬，成立黃埔同學海外聯誼會，任副會長。1984年2月1日與降將李默庵、宋希濂、侯鏡如在美國華僑日報發表〈旅美黃埔同學及家屬促進中國統一籌備會宣言〉稱欲「為促進中國統一而奮鬥」，還發表公開信向宋美齡招降。同年應邀回大陸出席黃埔軍校建校六十週年紀念會，發表演說〈融化冰霜為甘露〉，稱要「發動世界輿論以促醒台灣當局和其它尚未醒覺者」。1994年1月9日在美國華盛頓逝世。